# Dia do Sim
Yes Day (bra/prt: Dia do Sim) é um filme americano de comédia dirigido por Miguel Arteta, com um roteiro de Justin Malen, baseado no livro infantil de mesmo nome escrito por Amy Krouse Rosenthal e Tom Lichtenheld. É estrelado por Jennifer Garner, Édgar Ramírez, e Jenna Ortega.
Foi lançado em 12 de março de 2021 na Netflix. Recebeu críticas mistas à negativas dos críticos, que elogiaram a atuação (particularmente a de Ortega), mas criticaram o roteiro e o humor. No Imagen Awards 2021, Ortega foi indicada como Melhor Atriz em Longa-Metragem.

## Enredo
Allison e Carlos Torres são casados e têm três filhos: Katie, Nando e Ellie. Quando se conheceram, e no início do relacionamento, eram aventureiros e diziam sim a tudo. Depois que tiveram seus filhos, no entanto, eles sentiram que precisavam dizer não para protegê-los.
Uma noite, eles são chamados para uma conferência de pais e professores na escola, onde descobrem que Katie e Nando enviaram trabalhos escolares chamando sua mãe de ditadora. Allison expressa sua frustração porque seus filhos a percebem dessa forma quando ela está estressada por tentar ser uma boa mãe e diz a Carlos que ela sente que ele constantemente a faz desempenhar o papel de "vilã" com seus filhos. Um funcionário da escola, pai de seis filhos, ouve e diz a eles que mantém a ordem em sua casa tendo um 'Dia do Sim' de vez em quando: um período de 24 horas em que os pais não podem dizer não, dentro do razoável.
Carlos e Allison apresentam a ideia às crianças, dizendo-lhes que, se não se meterem em encrenca, cumprirem suas tarefas e manterem suas notas altas, podem ter um Dia do Sim como recompensa. Katie faz uma aposta com Allison que, se sua mãe sobreviver ao Dia do Sim, Katie irá ao festival de música Fleekfest com sua mãe. Se ela não sobreviver, Katie poderá ir sozinha com uma amiga, Layla.
As crianças finalmente conseguem ganhar um Dia do Sim e montam uma lista de cinco grandes atividades para o dia. Primeiro, Ellie veste seus pais com roupas malucas. Em seguida, eles vão e pedem um sundae enorme de US$ 40 que é grátis se eles puderem comer tudo em um curto espaço de tempo.
Em seguida, a família passa por um lava-rápido com todas as janelas abertas. Em seguida, eles vão para uma competição de captura da bandeira, onde cada membro da família lidera um grupo e o objetivo é que um time pegue os outros, jogando balões cheios de Kool-Aid em seus oponentes. Allison ganha o jogo para sua equipe, impressionando seus filhos. Carlos, no entanto, fica tentado a desistir do Dia do Sim, mas acaba decidindo que não suporta desapontar seus filhos.
O quarto evento é uma viagem ao Six Flags Magic Mountain, onde a família anda de montanha-russa e Katie admite que não achou que sua mãe sobreviveria. Quando ela se afasta, Allison vê mensagens de texto de Layla no telefone de sua filha, indicando que ela e Katie sairão com meninos mais velhos no Fleekfest. Allison diz a ela que a aposta acabou e que ela vai ao Fleekfest com ela, não Layla. Machucada, Katie sai furiosa.
Na tentativa de ganhar um gorila rosa para Katie como um pedido de desculpas, Allison e Carlos brigam com outra frequentadora do parque e são presos. As crianças fogem. Katie vai ao Fleekfest com Layla, mas rapidamente fica desconfortável por estar sozinha com meninos mais velhos, e sua amiga a abandona. Nando organiza uma "festa nerd" na casa como o grande evento final, mas rapidamente sai do controle quando Ellie acidentalmente provoca uma explosão de espuma dentro da casa que era destinada ao quintal.
Enquanto isso, o telefone de Katie descarrega ao tentar entrar em contato com seus irmãos e ela entra em pânico. Com a ajuda de H.E.R., que está se apresentando no evento, Allison encontra Katie e elas se reconciliam. H.E.R. fica emocionada e os convida a subir no palco para uma música. Carlos chega em casa e finalmente consegue ser um disciplinador, obrigando a festa a parar e as crianças ajudarem na limpeza.
Quando o Dia do Sim chega ao fim, Ellie faz um pedido final. Todos eles passam a noite jogando em família na barraca do quintal.

## Elenco
- Jennifer Garner como Allison Torres
- Édgar Ramírez como Carlos Torres
- Jenna Ortega como Katie Torres
- Julian Lerner como Nando Torres
- Everly Carganilla como Ellie Torres
- Megan Stott as Layla
- June Diane Raphael como Aurora Peterson
- Nat Faxon como Mr. Deacon
- Leonardo Nam como Mr. Chan
- Fortune Feimster como Jean, o Paramédico
- Hayden Szeto como Oficial Chang
- Greg Cromer como Fred Peterson
- Arturo Castro como Oficial Jones
- Tracie Thoms como Billie / Coordenadora de Concertos
- Yimmy Yim como Tara
- Molly Sims como Contratadora de Executivos
- Snowden Gray como Hailey Peterson
- Graham Phillips como Brian
- H.E.R. como ela mesma

## Produção

### Seleção de elenco
Em setembro de 2018, foi anunciado que Jennifer Garner foi confirmada no elenco do filme, com Miguel Arteta dirigindo a partir de um roteiro de Justin Malen, com distribuição da Netflix. Em outubro de 2019, Jenna Ortega, Édgar Ramírez e Julian Lerner se juntaram ao elenco do filme. Em abril de 2020, Megan Stott anunciou que havia se juntado ao elenco do filme.

### Filmagens
As gravações começaram em em novembro de 2019 em Los Angeles.

## Recepção

### Audiência
Uma semana após o lançamento digital do filme em 12 de março de 2021, a Netflix informou que o filme foi assistido por 53 milhões de lares. Um mês depois, em abril de 2021, a audiência aumentou para 62 milhões de lares.

### Resposta da crítica
No site agregador de críticas Rotten Tomatoes, o filme tem uma taxa de aprovação de 50% com base em 62 críticas, com uma classificação média de 5,10/10. O consenso dos críticos do site diz: "Yes Day não consegue tirar o máximo proveito de sua premissa de realização de desejos, visando diversão em família, mas se contentando com coisas medíocres e inofensivas." No Metacritic, o filme tem uma pontuação média ponderada de 46 em 100 com base em 14 críticos, indicando "críticas mistas ou médias".

### Prêmios e indicações
| Ano  | Prêmio        | Categoria                      | Recipiente(s) | Resultado | Ref.   |
| ---- | ------------- | ------------------------------ | ------------- | --------- | ------ |
| 2021 | Imagen Awards | Melhor Atriz em Longa-Metragem | Jenna Ortega  | Indicado  | [ 16 ] |

## Sequência
Em julho de 2021, foi anunciado que uma sequência estava em desenvolvimento.